# Evidensgrad
Evidensgrad används inom evidensbaserad medicin och annan forskning för att klassificera metoder, slutsatser av studier och rekommendationer. Enligt en överenskommelse mellan Socialstyrelsen, Läkemedelsverket och SBU indelas evidensgraden i Sverige enligt följande steg:
Evidensgrad 1: Minst två oberoende studier med högt bevisvärde eller en systematisk översikt av flera originalstudier med högt bevisvärde.
Evidensgrad 2: En studie med högt bevisvärde plus minst två med medelhögt bevisvärde och entydiga resultat.
Evidensgrad 3: Minst två studier med medelhögt bevisvärde och entydigt resultat.
Evidensgrad 4: Enbart studier med lågt bevisvärde eller avsaknad av studier. Expertutlåtanden eller konsensusutlåtanden utan explicit systematisk genomgång.
Man pratar också om hög respektive låg evidensgrad. Lite förvirrande är denna omvänd mot siffrorna så att evidensgrad 1 är högst evidensgrad och evidensgrad 4 den lägsta.
Systematiska sammanställningar av aktuell forskning har således högre evidensgrad än enskilda studier. Endast originalstudier kan bidra med bevisvärde, vilket sammanställningar inte kan.
Tillräckligt stora randomiserade försök, särskilt dubbelblindtester, anses ha högt bevisvärde. Epidemiologiska studier som uppvisar relativ risk med mindre än 2 (eller mindre än 100%) anses ha lågt bevisvärde på grund av hög risk för confounding (okända bakomliggande faktorer) och snedvridning, medan risken är låg om studien uppvisar relativ risk högre än 5. Flera epidemiologer menar därför att epidemiologiska studier som påvisar relativ risk med mindre än 3 bör tas med stor försiktighet, och mindre än 2 är svåra att tolka och därför olämpliga att dra slutsatser av eller att publicera. Emellertid har denna tumregel och termen skräpvetenskap kommit att användas bland annat av tobaksindustrin för att håna vetenskapliga resultat som indikerar cancerrisker. Grå litteratur kan ha en låg evidensgrad, men vara viktig att ta hänsyn till ändå för att motverka publiceringsbias.
Enligt det internationella evidensgraderingssystemet GRADE graderas evidensstyrkan i fyra nivåer:
- Starkt vetenskapligt underlag
- Måttligt starkt vetenskapligt underlag
- Begränsat vetenskapligt underlag
- Otillräckligt vetenskapligt underlag

”Ju starkare evidens, desto mindre sannolikt är det att redovisade resultat kommer att påverkas av nya forskningsrön inom en överblickbar framtid.”